# Seltisberg
Seltisberg is een gemeente en plaats in het Zwitserse kanton Basel-Landschaft, en maakt deel uit van het district Liestal.
Seltisberg telt 1.292 inwoners.